# 怪盗白頭巾
『怪盗白頭巾』（かいとうしろずきん）は、1935年（昭和10年）製作、同年前篇公開、1936年（昭和11年）後篇公開、山中貞雄監督による日本の長編劇映画、トーキー初期の剣戟映画である。

## 略歴・概要
嵐寛寿郎プロダクションから日活京都撮影所に移籍した山中貞雄が、同時期に移籍した稲垣浩らの監督応援を受けて監督した作品である。原作として名を連ねている「梶原金八」は、山中、稲垣、八尋不二、三村伸太郎、藤井滋司、滝沢英輔、鈴木桃作、萩原遼の共同筆名で、脚本は三村が執筆した。日活が配給し、前篇を1935年（昭和10年）12月31日、後篇を2週間後の1936年（昭和11年）1月15日に、浅草・富士館等でそれぞれ公開した。
前篇74分・後篇64分の巨編であったが、本作の上映用プリントの全篇は現存しておらず、東京国立近代美術館フィルムセンターはプリントを所蔵していないが、1分に満たないフィルム断片が発見されており、2004年（平成16年）に日活がリリースした『山中貞雄日活作品集 DVD-BOX』に『磯の源太 抱寝の長脇差』のフィルム断片とともに、収録されている。

## スタッフ・作品データ
- 監督 : 山中貞雄
- 応援監督 : 前篇 石橋清一 / 後篇 稲垣浩
- 原作 : 梶原金八
- 脚本 : 三村伸太郎
- 撮影 : 松村禎三
- 応援撮影 : 竹村康和
- 音楽 : 西梧郎

- 製作 : 日活京都撮影所
- 上映時間（巻数 / メートル） : 前篇 74分[3]（8巻 / 1,856メートル） / 後篇 64分（8巻 / 1,766メートル）
- フォーマット : 白黒映画 - スタンダードサイズ（1.33:1） - モノラル録音
- 初回興行 : 浅草・富士館

## キャスト
- 大河内伝次郎 - 雲霧仁左衛門
- 黒川弥太郎 - 杵住吉五郎
- 高勢実乗 - 伝右衛門
- 鳥羽陽之助 - 熊五郎
- 市川百々之助 - 三次
- 横山運平 - 柳家老爺利助
- 花井蘭子 - 其の娘・お照
- 鬼頭善一郎 - 汐山源斎
- 清川荘司 - 親分雁九郎
- 磯川勝彦 - 杵住弥兵衛
- 上田吉二郎
- 三好文江
- 衣笠淳子

## 註
1. ↑  怪盗白頭巾 前篇 / 怪盗白頭巾 後篇、日本映画データベース、2010年1月18日閲覧。
2. ↑  所蔵映画フィルム検索システム、東京国立近代美術館フィルムセンター、2010年1月18日閲覧。
3. ↑  Film Calculator Archived 2008年12月4日, at the Wayback Machine.換算結果、コダック、2010年1月18日閲覧。